# Escola de Cambridge
L'Escola de Cambridge estava formada per un grup de filòsofs del segle XVII seguidors del neoplatonisme que van influir fortament en la filosofia anglesa i continental. Entre les seves idees principals està l'harmonia entre fe i racionalitat, seguint la disputa medieval sobre la supremacia de la religió o la filosofia. Afirmen que l'univers ve d'una idea suprema, que identifiquen amb el Déu cristià, però també la facultat de pensar correctament és un do diví que ha de servir per conèixer la creació i l'home i, per tant, no pot ser que les troballes d'una raó ben usada contradiguin les de la teologia. S'oposen al materialisme de Descartes, que nega aquest component diví essencial però també als que, com Hobbes, tenen una concepció negativa sobre la naturalesa humana, que ha de ser essencialment bona si és divina. Col·loquen el lliure albir en una posició destacada, ja que permet orientar l'acció de cada persona cap a fites elevades, incloent-hi la bondat i l'afany de coneixement.

## Alguns membres destacats
- Henry More
- John Smith
- Ralph Cudworth
- Anne Conway
- Peter Sterry
- Nathaniel Culverwel
- John Norris
- Benjamin Whichcote